# Sirli Hanni
Sirli Hanni (ur. 27 października 1985 w Vastseliinie) – estońska biathlonistka, srebrna medalistka Mistrzostw Świata Juniorów w 2004 roku w biegu indywidualnym oraz brązowa medalistka Mistrzostw Świata Juniorów w 2005 roku w sztafecie.

## Osiągnięcia

### Igrzyska Olimpijskie
- 2010 Vancouver – 84. (sprint), 19. (sztafeta)

### Mistrzostwa Świata
| Rok  | Miejsce    | IN | SP | PU | MS | RL |
| 2004 | Oberhof    | 75 | 71 |    |    |    |
| 2007 | Anterselva | 67 | 77 |    |    | 13 |
| 2008 | Östersund  | 74 | 79 |    |    | 17 |

### Mistrzostwa Świata Juniorów
| Rok  | Miejsce         | IN | SP | PU | MS | RL |
| 2003 | Kościelisko     | 8  | 8  | 6  |    | 4  |
| 2004 | Haute Maurienne | 2  | 11 | 5  |    |    |
| 2005 | Kontiolahti     | 21 | 22 | 22 |    | 3  |
| 2006 | Presque Isle    | 38 | 29 | 11 |    | 11 |

IN – bieg indywidualny, SP – sprint, PU – bieg pościgowy, MS – bieg ze startu wspólnego, RL – sztafeta